# Niklassee
Der Niklassee ist ein Stillgewässer im Gebiet der baden-württembergischen Stadt Bad Schussenried im Landkreis Biberach in Deutschland.

## Lage
Der 3,2 Hektar große Niklassee, rund 2,8 Kilometer nordwestlich der Schussenrieder Stadtmitte auf einer Höhe von 569 m ü. NHN gelegen, ist in Besitz des Landes Baden-Württemberg sowie des Landratsamts Biberach und an eine Fischereigesellschaft verpachtet.

## Hydrologie
Der gegen Ende der letzten Eiszeit vor etwa 16.000 Jahren entstandene See hat heute ein Einzugsgebiet von rund 84 Hektar. Die Größe der Wasseroberfläche beträgt 3,2 Hektar, bei einer durchschnittlichen Tiefe von 2,4 Meter und einer maximalen Tiefe von 3,8 Meter ergibt sich ein Volumen von rund 78.100 Kubikmeter.
Der Hauptzulauf des Sees erfolgt über Grundwasser und mehrere Gräben, der Abfluss über den Wiesenbach sowie den Krebsgraben zum Schwaigfurter Weiher und von dort über die Schussen in den Bodensee/Rhein und damit letztlich in die Nordsee.

## Ökologie
Seit 2000 ist Bad Schussenried mit dem Niklassee am Aktionsprogramm zur Sanierung oberschwäbischer Seen beteiligt. Ein wichtiges Ziel dieses Programms ist, Nährstoffeinträge in Bäche, Seen und Weiher zu verringern und die Gewässer dadurch in ihrem Zustand zu verbessern und zu erhalten.
Das Einzugsgebiet des Sees wird zu 30 Prozent für die Wald- und 70 Prozent für die Landwirtschaft – hauptsächlich Acker- (55 %) und Grünland (15 %) – genutzt.
| Jahr                       | 2000* | 2002 | 2008 | 2013 | 2019 |
| Gesamt PO4-Phosphor (µg/l) | 33    | 41   | 47   | 41   | 50   |
| Trophiestufe               |       |      |      |      | e2   |
| * nur Oberflächenwasser    |       |      |      |      |      |

## Schutzgebiete
Der Niklassee ist sowohl Teil des FFH-Gebiets „Feuchtgebiete um Bad Schussenried“ (8024341) als auch des Landschaftsschutzgebiets „Oberes Rißtal“ (4.26.037).